# Келліенн Конвей
Келліе́нн Елі́забет Ко́нвей (англ. Kellyanne Elizabeth Conway, до шлюбу Фіцпатрік; нар. 20 січня 1967) — американська політична консультантка і спеціалістка із соцопитувань. Менеджерка президентської кампанії Дональда Трампа (2016–2017), радниця президента США (2017–2020). Президент і головна виконавча директор „The Polling Company / WomanTrend”, була регулярною політичною коментаторкою CNN, Fox News, Fox Business та ін. Запрошена гостя телепрограм „Good Morning America”, „Real Time with Bill Maher”, „Meet the Press”.

## Ранні роки
Виросла у Гаммонтоні, штат Нью-Джерсі. Конвей здобула ступінь бакалавра політології у Триніті-коледжі у Вашингтоні (нині Вашингтонський університет Триніті) і диплом юриста в Юридичному центрі Університету Джорджа Вашингтона, після чого була клерком судді у Вашингтоні. Вона також чотири роки працювала ад'юнкт-професором в Юридичному центрі Університету Джорджа Вашингтона.

## Кар'єра
Після юридичної практики Конвей приєдналася до соціологічної фірми Wirthlin Group, яка працювала на Рональда Рейгана. Вона також працювала у Luntz Research Companies до заснування власної фірми, The Polling Company, у 1995 р. Конвей працювала для конгресмена Джека Кемпа, колишнього віцепрезидента Дена Квейла, спікера Палати представників Ньюта Гінгріча, сенатора Фреда Томпсона і конгресмена (нині губернатора Індіани) Майка Пенса. Вона була старшою радницею Ньюта Гінгріча під час його президентської кампанії у 2012 р. З серпня 2015 р. вона допомагала президентській кампанії Теда Круза.
1 липня 2016 року Трамп оголосив, що він найняв Конвей на посаду старшої радниці його президентської кампанії. Конвей мала радити Трампу, як краще працювати із виборчинями-жінками.

### Радниця президента США

#### Альтернативні факти
Під час інтерв'ю Meet the Press, яке відбулося через два дні після інавгурації Трампа, Конвей використала фразу «альтернативні факти», щоб описати неправдиві твердження прес-секретаря Білого Дому Шона Спайсера щодо відвідуваності інавгурації Дональда Трампа як президента США. Її фраза нагадала коментаторам про «новомову» антиутопії Джорджа Орвелла «1984». Це спричинило збільшення продажів твору на Amazon.com, за даними Penguin Press, видавця книги.
Консервативний щоденний журнал American Thinkerпояснив, що було досить шокуюче спостерігати за «хвилею насмішок над старшим радником президента Трампа», адже глум «був надзвичайно необґрунтованим». Журнал послався на загальне використання словосполучення «альтернативні факти» як юридичний термін, відомий більшості юристів, включаючи Конвей, яка закінчила школу права Університету Джорджа Вашингтона. Навівши приклади використання цього терміна в позаюридичних контекстах, автор статті зробив висновок, що коли Чак Тодд (англ. Chuck Todd) зауважив Конвей, що «альтернативні факти не є фактами; вони є неправдою», він не просто був неправим, а «розповсюджував невігластво, породжене ледачим і неглибоким мисленням».

#### Бійня в Боулінг-Грин
2 лютого 2017 року Конвей з'явилася в програмі Hardball with Chris Matthews. Для того, щоб виправдати указ Трампа щодо обмеження в'їзду у США для певних категорій осіб, вона послалася на подію, яку начебто організували іракські терористи, назвавши її «бійня в Боулінг-Грин». Такої події не існувало. Vox висловив припущення, що Конвей говорила про арешт двох іракських біженців у 2011 році у Боулінг-Грин, Кентукі. Наступного дня Конвей сказала, що вона мала на увазі «терористів із Боулінг-Грин», які обоє визнали вину у здійсненні та підтримці нападів на американських солдатів в Іраку. Однак не існувало жодних припущень щодо того, що вони планували здійснити напади в США.
5 лютого 2017 року Джей Росен, професор журналістики Нью-Йоркського університету зауважив, що, враховуючи неодноразові спотворення фактів, Конвей повинні перестати запрошувати на телевізійні новини. CNN вирішив не запрошувати Конвей у студію того дня, оскільки існують «серйозні питання щодо її надійності».

#### Порушення етики та розслідування
9 лютого 2017 року, під час програми Fox & Friends, Конвей обговорювала рішення магазину Nordstrom припинити виставляти товари Іванки Трамп. Вона заявила: «Я б Вам порадила йти купляти товари Іванки», і продовжила, що: «Це прекрасна лінія. У мене теж дещо є. Я збираюся дати тут безкоштовну рекламу: Усі йдіть купувати це сьогодні. Ви можете придбати онлайн».
Уже через декілька годин дві організації подали офіційні скарги на Конвей за порушення федерального закону, що забороняє використання федеральної посади «для підтримки будь-якого продукту, послуги або бізнесу». Public Citizen звернулася до Офісу із питань урядової етики США (OGE) з проханням про розслідування, кажучи, що коментар Конвей відображає «поточне недбале ставлення до законів та правил щодо конфліктів інтересів деяких членів сім'ї Трампа та адміністрації Трампа». Роберт Вайсман (англ. Robert Weissman), президент групи, заявив, що «Оскільки вона сказала, що це була реклама, це одночасно усуває будь-які питання чи сторонні люди несправедливо придираються до змісту сказаного, і також стає ясно, що це не було ненавмисним зауваженням». Організація «Громадяни за відповідальність та етику у Вашингтоні» подали аналогічну скаргу до OGE та до Офісу із юридичних питань Білого дому; а виконавчий директор групи, Ной Букбайндер (англ. Noah Bookbinder), заявив: «Це нам видається настільки чітким порушенням, наскільки можливо».
Лоренс Трайб сказав The New York Times, що «Навіть не можна придумати яскравішого прикладу порушення заборони використовувати свою урядову посаду як свого роду ходячий рекламний щит для продуктів чи послуг приватної особи», додавши «Вона намагається досить грубо збагатити Іванку, а отже й сім'ю президента». Кріс Лу, заступник секретаря Управління праці в адміністрації Обами, поскаржився Джейсону Чейфетсу, голові комітету Палати з нагляду та урядової реформи, що Конвей «порушила» федеральні закони етики, також кажучи на Twitter, що, при Обамі, «Якби ми зробили те, що @KellyannePolls зробила, нас би вже звільнили». Конгресмен Елайджа Каммінгс також написав Чейфетсу, що є порушення дисципліни. Річард В. Пейнтер, головний адвокат з етики Джорджа Буша, відмовився підтвердити, чи вважає він, що заяви Конвей порушують закон, але сказав, що такі дії не терпіли б в адміністрації Буша. «Подій минулого тижня, показують, що не існує жодного наміру з боку президента, членів його сім'ї чи співробітників Білого дому, розрізняти його роль як президента та як бізнесмена».
На регулярному післяобідньому прес-брифінгу Шон Спайсер заявив журналістам, що «Келліенн отримала настанови, і це все, що ми збираємося робити… Вона отримала настанови щодо цього питання, і це все».
Коментарі Конвей привернули увагу обох партій Конгресу США. Чейфетс, республіканець, назвав їх «явним перевищенням повноважень» і «неприйнятними». Каммінгс, демократ і високопоставлений член комітету, назвав їх «приголомшливими». 9 лютого 2017 року вони обоє звернулися до Офісу із питань урядової етики США з проханням розслідувати поведінку Конвей та щоб Офіс рекоментував «дисциплінарні заходи».

## Особисте життя
Конвей одружилася з Джорджем Т. Конвеєм (англ. George T. Conway III), американцем філіппінського походження, 2001 року. У березні 2023 року, на тлі розбіжності в поглядах щодо колишнього президента США Дональда Трампа, вони оголосили про розлучення. У них четверо дітей, сім'я мешкала у Елпайн, Нью-Джерсі.